# Dennis Miller Bunker
Dennis Miller Bunker (New York, 6 novembre 1861 – Boston, 28 dicembre 1890) è stato un pittore statunitense.
Di scuola impressionista, fu un innovatore dell'impressionismo americano. Amico di molti grandi pittori dell'epoca, dipinse paesaggi e ritratti. È considerato uno dei maggiori artisti americani del 1800.

## Biografia
Dennis Miller Bunker nacque a New York City da Matthew Bunker, segretario-tesoriere della Union Ferry Company, e da Mary Anne Eytinge. Nel 1876 si iscrisse alla Art Students League e quindi alla Academy of Design di New York. Incoraggiato dai risultati e dall'apprezzamento dei docenti, a partire dal 1880 iniziò ad esporre regolarmente nelle mostre annuali della National Gallery, dell' American Watercolor Society e della Brooklyn Art Association.
Nel 1882 si recò a Parigi dove frequentò i corsi dell' École nationale superieure des Beaux-Arts, e dove fu allievo di Jean-Léon Gérôme.

Ma, a soli 29 anni, contrasse la meningite cerebrospinale e morì per arresto cardiaco a Boston.

## Galleria d'immagini

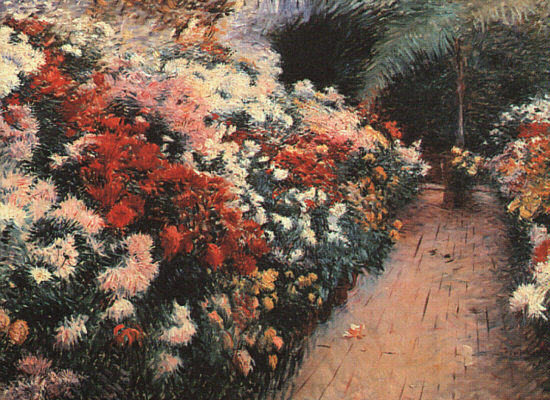
Crisantemi
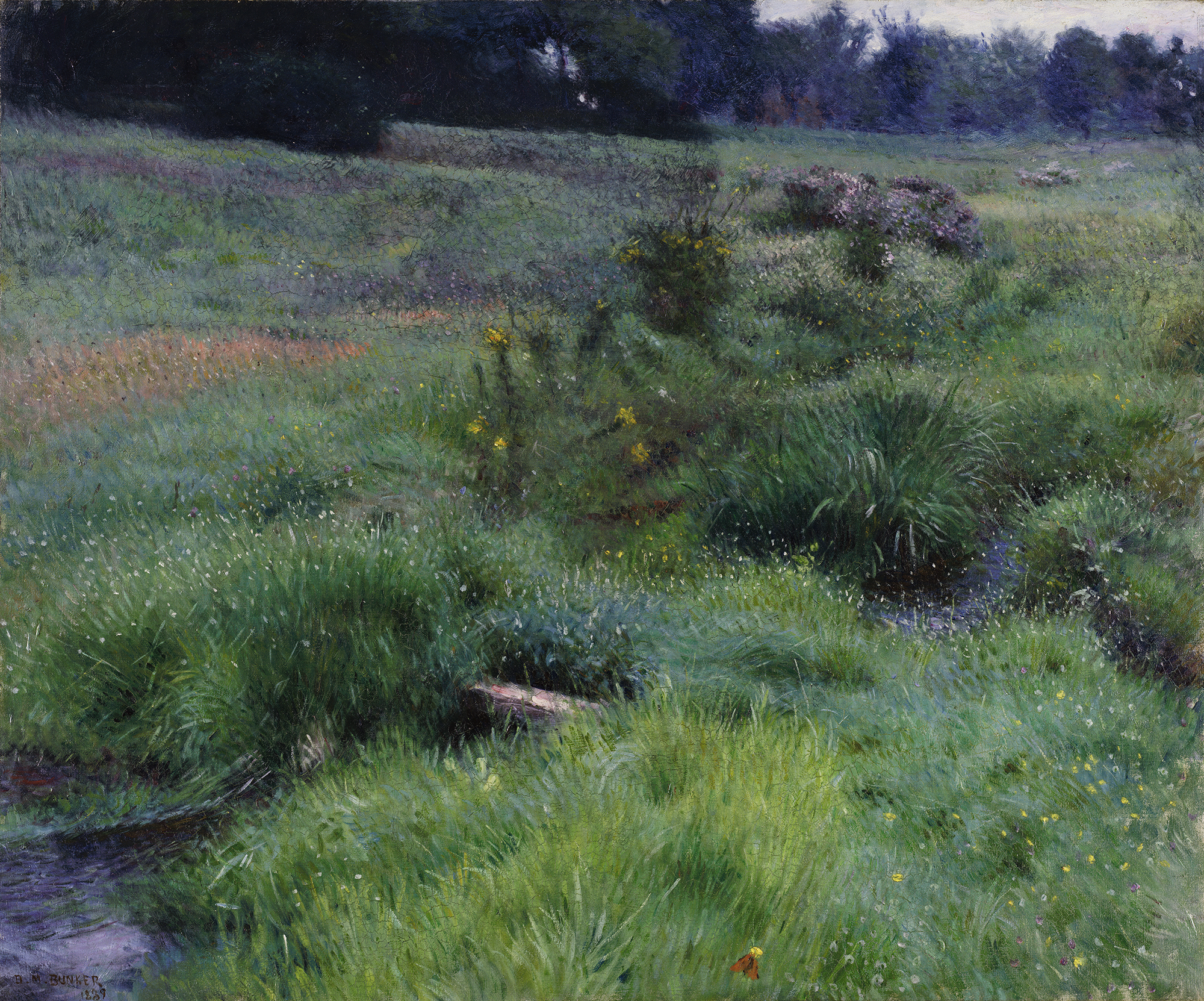
Un ruscello a Medfield
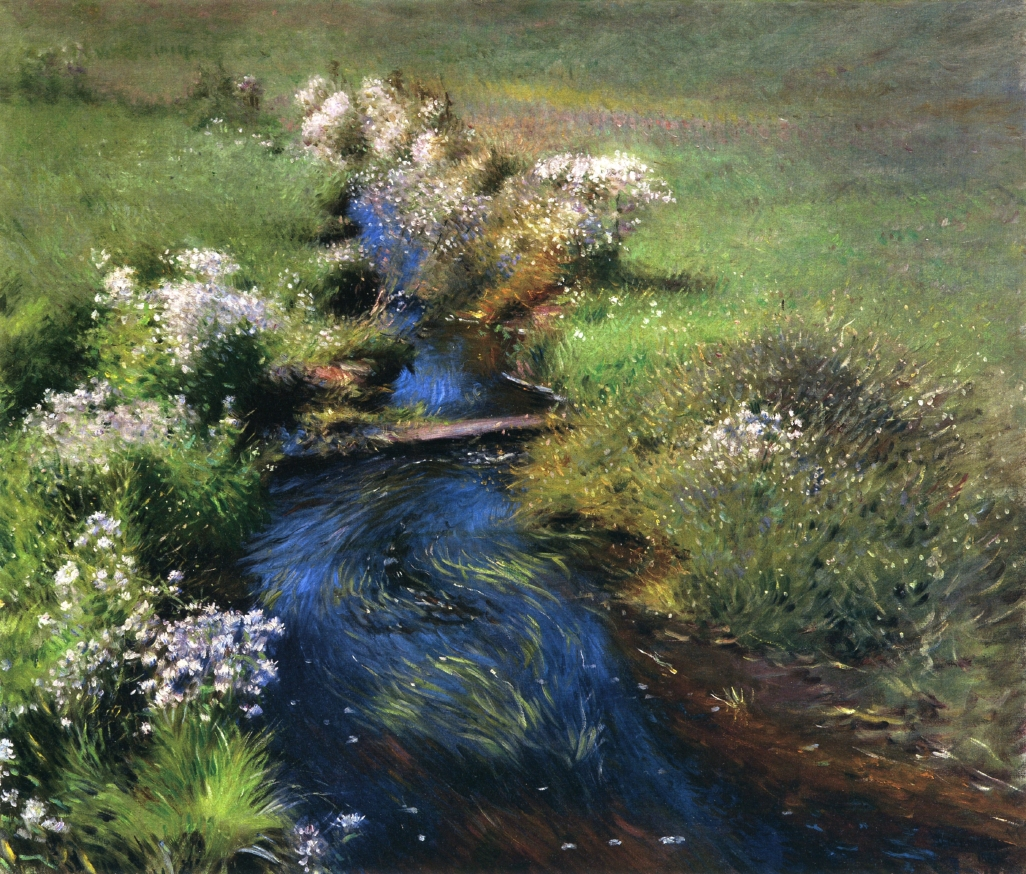
Aster selvatici
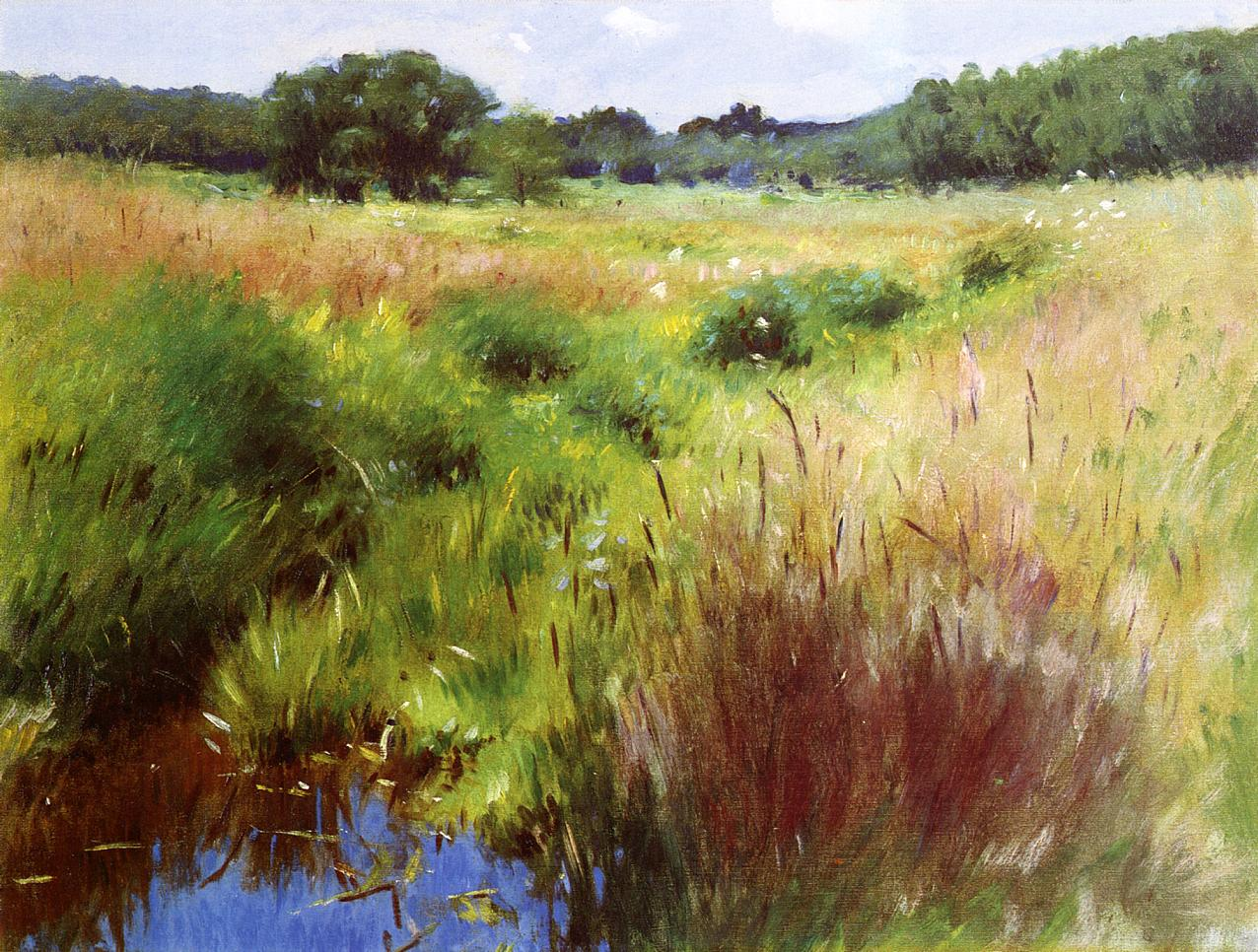
La palude di Medfield
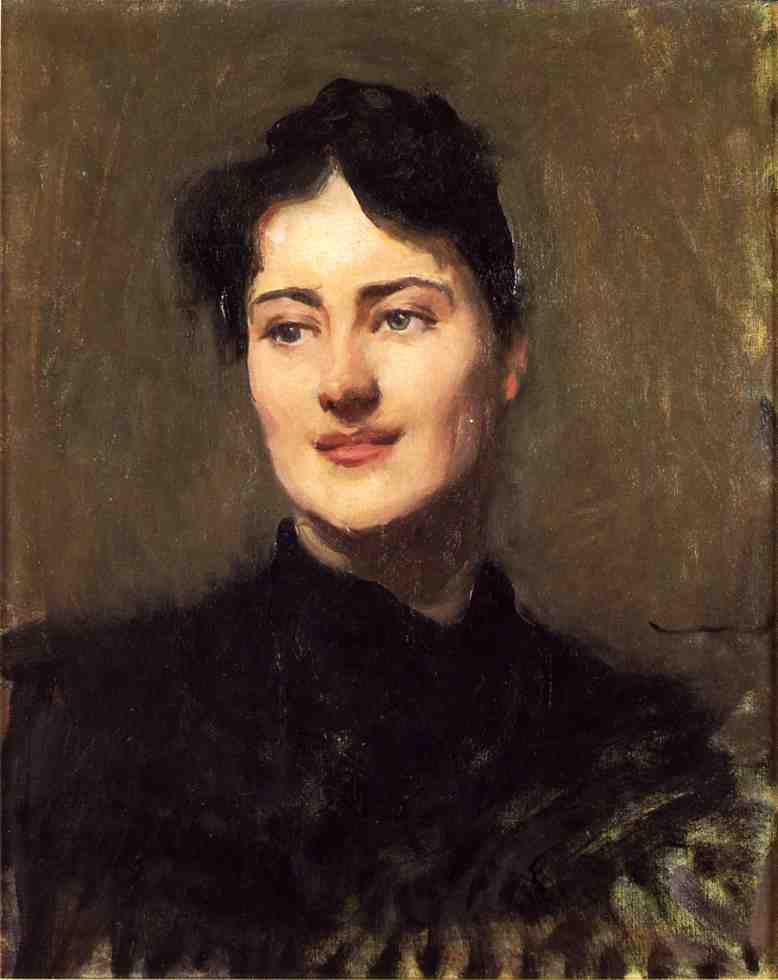
Ritratto di donna